# Graneros
Graneros este un oraș și comună din provincia Cachapoal, regiunea O'Higgins, Chile, cu o populație de 30.320 locuitori (2012) și o suprafață de 112,7 km2.